# Yankuba Ceesay
Yankuba „Maal“ Ceesay (* 26. Juni 1984 in Serekunda) ist ein gambischer ehemaliger Fußballspieler.
Für die gambische Fußballnationalmannschaft war er während der Qualifikation für die Fußball-Weltmeisterschaft 2010 im Einsatz.
Er ist der Bruder von Jatto Ceesay.